# Arta Luba

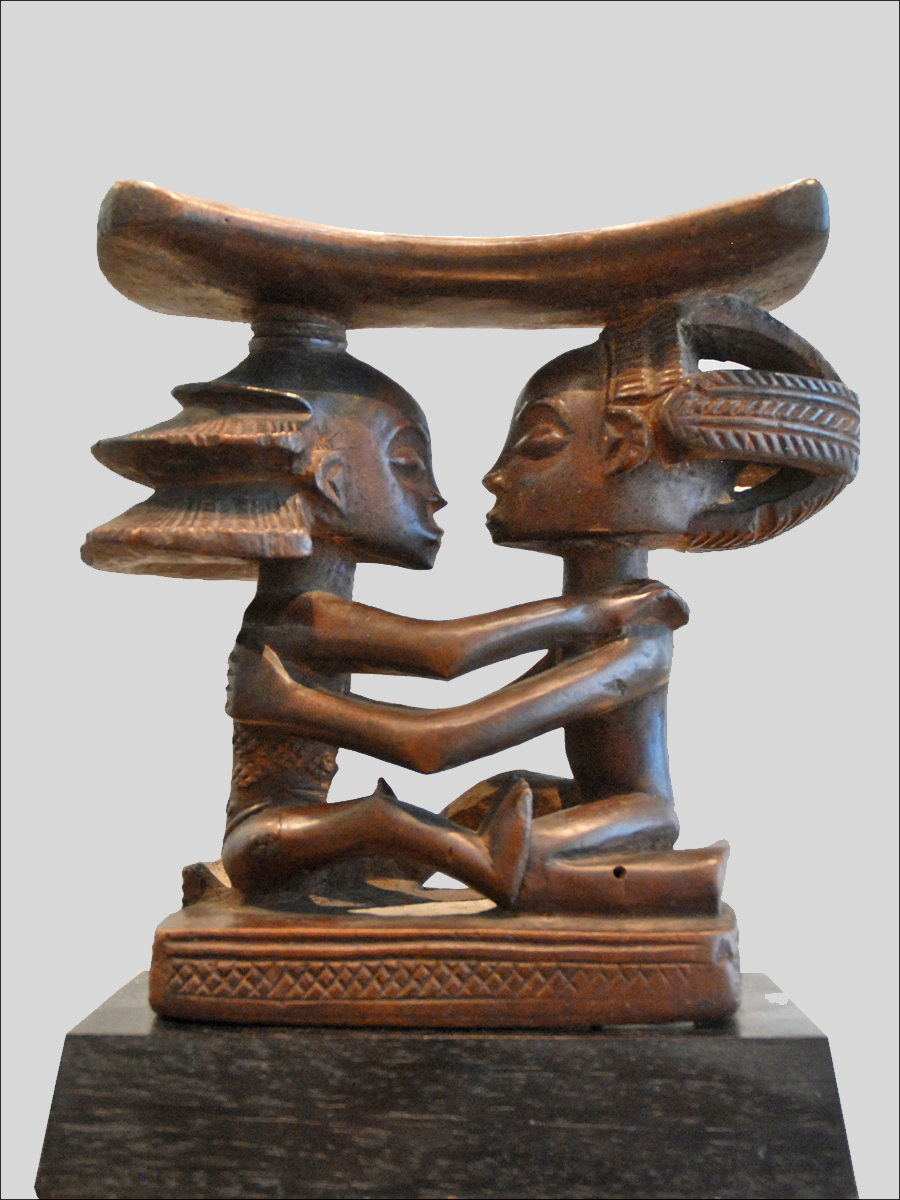
Tetiera; secolul al 19-lea; lemn; înălțime: 18,5 cm, lățime: 19 cm, grosime: 8 cm; Musée du quai Branly (Paris). Această tetieră prezintă coafuri Luba din secolul al XIX-lea, precum și membrele lungi, picioarele îndoite la spate, trunchiul cilindric și poziția dinamică tipică artistului care a realizat-o.

Arta Luba se referă la cultura vizuală și materială a poporului Luba. Cele mai multe obiecte au fost create de oamenii care trăiesc de-a lungul râului Lualaba și în jurul lacurilor din depresiunea Upemba sau dintre popoarele înrudite din est, în ceea ce este acum Republica Democrată Congo.
Data exactă a fondării Regatului Luba este incertă. Potrivit tradiției orale, eroul cultural Kalala Ilunga⁠(d) a cucerit pământurile căpeteniilor învecinate de-a lungul râului Lualaba. El și succesorii săi au fost venerați ca divinități vii capabile de o mare putere. În timpul secolului al XVIII-lea, imperiul Luba s-a extins spre est și spre sud până a ajuns în bazinele râurilor Sankuru și Lomami. În consecință, arta Luba variază în funcție de regiune și a influențat și arta popoarelor vecine, inclusiv Hemba⁠(d) și Boyo. Cea mai mare parte a artei Luba din colecțiile occidentale a fost produsă inițial în asociere cu curțile regale sau ale șefilor de triburi și a fost menită să valideze puterea liderilor. Formele de artă Luba tind să fie „modelate delicat și curbilinii, exprimând seninătate și introspecție”.
În decembrie 2010, prestigioasa casă de licitații Sotheby's a anunțat că o sculptură Luba realizată de legendarul maestru al Buli⁠(d) a fost vândută cu 7.100.000.00 dolari americani la Paris. Vânzarea a făcut ca scaunul cariatidei Luba să fie a doua cea mai scumpă piesă de artă africană din istorie.

## Estetica Luba
Potrivit purtătorilor de cuvânt ai Luba, forma exterioară și iconografia obiectelor Luba sunt direct legate de eficiența lor. Pentru Luba, modul în care arată un obiect dictează cât de bine funcționează. Pentru a fi considerat eficient, un obiect trebuie să funcționeze pentru a proteja, promova și vindeca indivizi și comunități.

## Accent pe femei în artele Luba

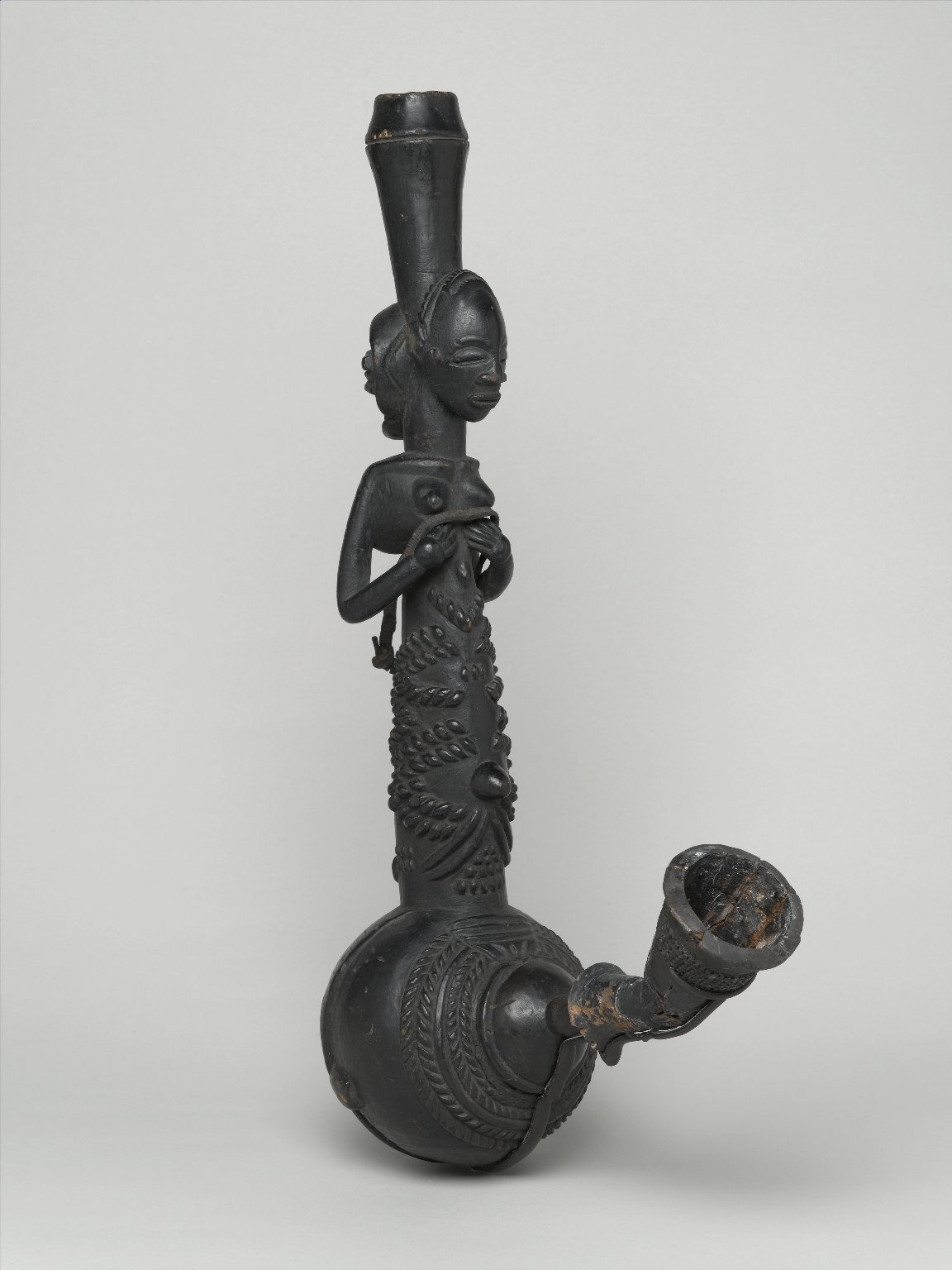
Pipa de apă Luba, din colecția Muzeului Brooklyn

Aproape toată arta Luba include forme feminine, fie că depășesc, fie că susțin obiecte precum tetiere, toiege, sulițe, topoare sau boluri. Figura feminină care își ține sânii este cel mai frecvent motiv în arta Luba. Gestul are mai multe niveluri de semnificație, simbolizând respectul, îngrijirea și rolul de mamă al femeilor. Reprezentarea este, de asemenea, semnificativă deoarece Luba trasează descendența pe linia feminină. Acest gest se referă, de asemenea, la faptul că în cultura Luba, numai femeile sunt considerate suficient de puternice pentru a păzi secretele profunde ale regalității, iar în sânii lor sunt protejate interdicțiile regale de care depinde regalitatea sacră. Aceste femei poartă adesea semne ale identității Luba, cum ar fi semnele omniprezente de frumusețe sub formă de sacrificare.
Luba explică faptul că numai femeile, care au potențialul de a rămâne însărcinate și de a produce o nouă viață, sunt suficient de puternice pentru a deține spirite puternice și cunoștințele secrete asociate cu acestea.
Datorită accentului pus pe femei, obiectele Luba erau de obicei proprietatea bărbaților de statut nobiliar. Artiștii care le-au realizat au fost și bărbați, instruiți în fierărie și sculptură în lemn.

## „Memorie de cartografiere”
Conceptul de memorie este esențial pentru înțelegerea artei Luba. Luba cartografiază memoria prin iconografia scaunelor, a toiegelor și a altor dispozitive vizuale. Încă din perioada precolonială, relatarea istoriei a fost o formă specifică și foarte apreciată de activitate intelectuală în rândul Luba. Reprezentările vizuale (arta Luba) au fost un vehicul principal pentru realizarea istoriilor Luba despre regalitate și relațiile politice.

## Placi de memorie Lukasa

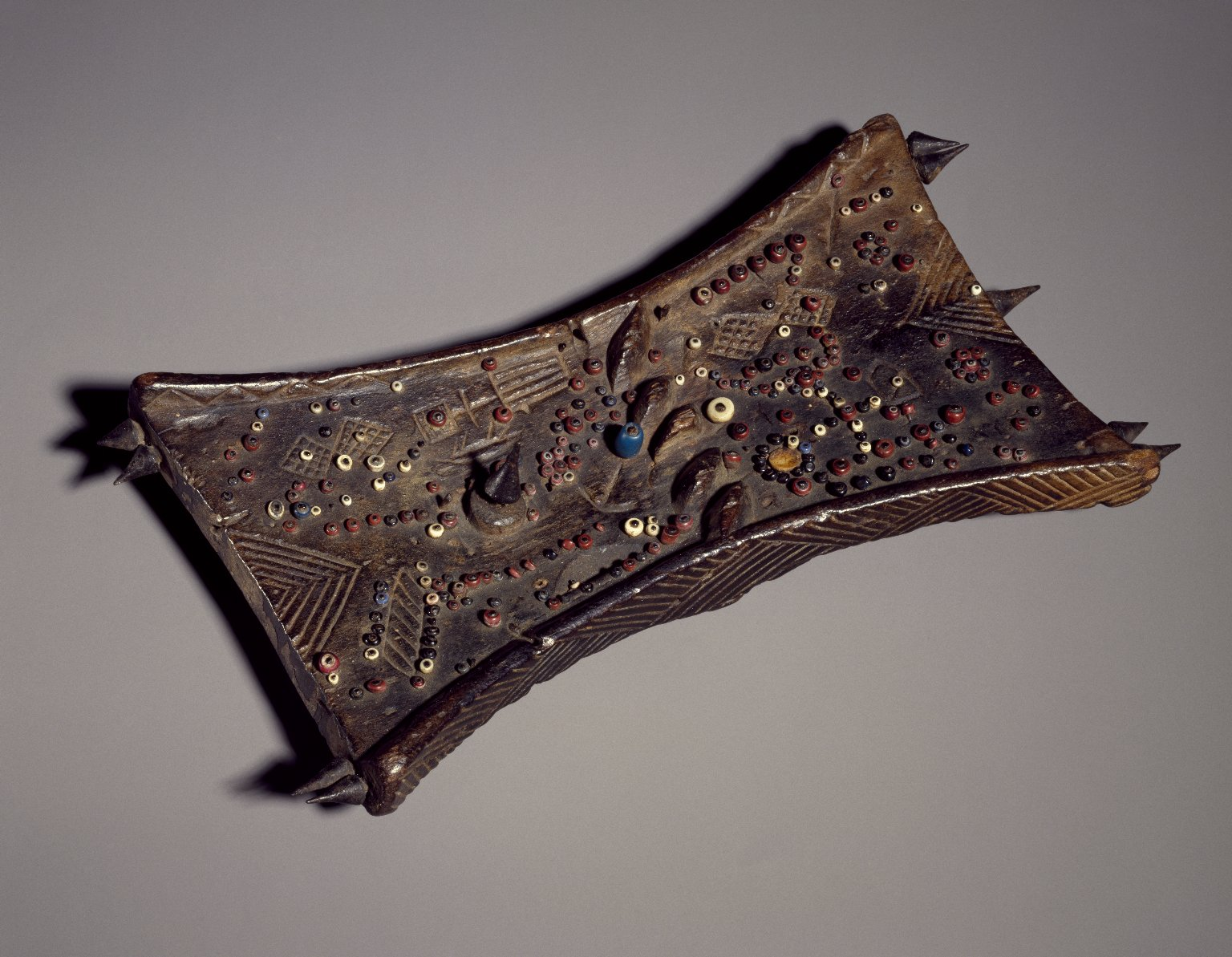
Placă de memorie Lukasa, din colecția Muzeului Brooklyn

Elementul central al artei Luba este lukasa⁠(d), un dispozitiv aparent simplu, dar extraordinar de sofisticat, care ajută la memorare și la realizarea de istorii. Scaunele, toiagele, figurile și coreografiile complexe completează lukasa pe măsură ce cultura Luba este amintită, produsă și transformată.
Plăcile de memorie Lukasa sunt tăblițe de lemn în formă de clepsidră care sunt acoperite cu mărgele multicolore, scoici și bucăți de metal sau sunt incizate sau ștanțate cu simboluri sculptate. Culorile și configurațiile mărgelelor sau ideogramelor servesc la stimularea amintirii persoanelor, locurilor, lucrurilor, relațiilor și evenimentelor importante, în timp ce istoricii curții povestesc originile autorității Luba. O lukasa servește drept arhivă pentru cartografierea topografică și cronologică a istoriilor politice și a altor seturi de date.

## Bastoane

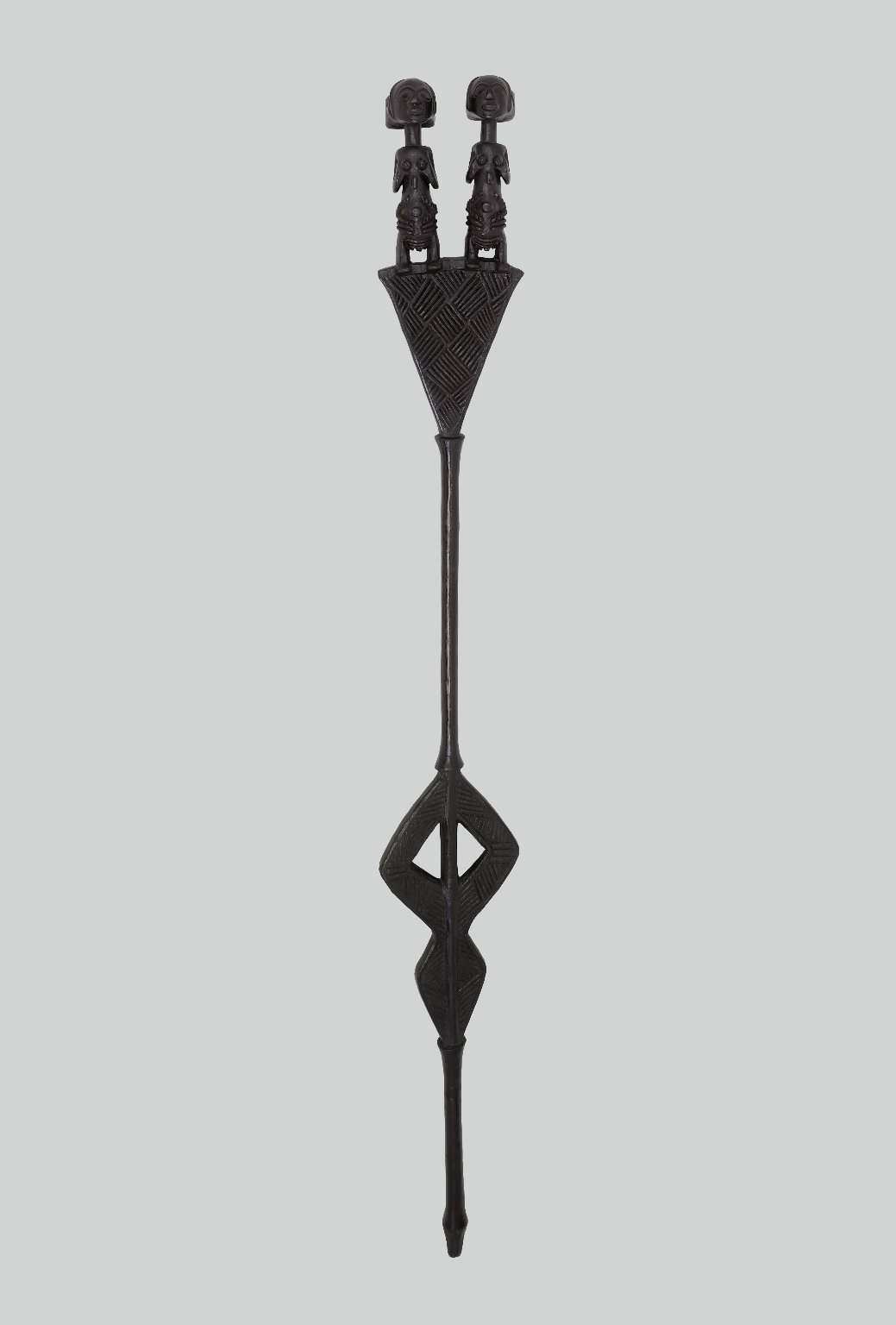
Baston ceremonial (Kibango), din colecția Muzeului Brooklyn

Bastoanele de birou se numără printre cele mai numeroase însemne regale Luba. Ele sunt, de asemenea, cele mai variate din punct de vedere iconografic, deoarece proprietatea lor era considerabil mai democratică decât cea a scaunelor: scaunele cariatide erau limitate la funcțiile politice de cel mai înalt rang, în timp ce toiagurile puteau aparține ghicitorilor, membrilor Mbudye, deținătorilor de titluri și șefilor teritoriali. Nu există două toiaguri Luba la fel, deoarece fiecare dintre ele codifică istoria, genealogiile și migrațiile unei anumite familii, neam sau căpetenie. Detaliile unui anumit toiag acționează ca indicii mnemotehnice, care îi ajută pe naratori în „rememorarea trecutului din motive politice”.

## Scaune cariatide

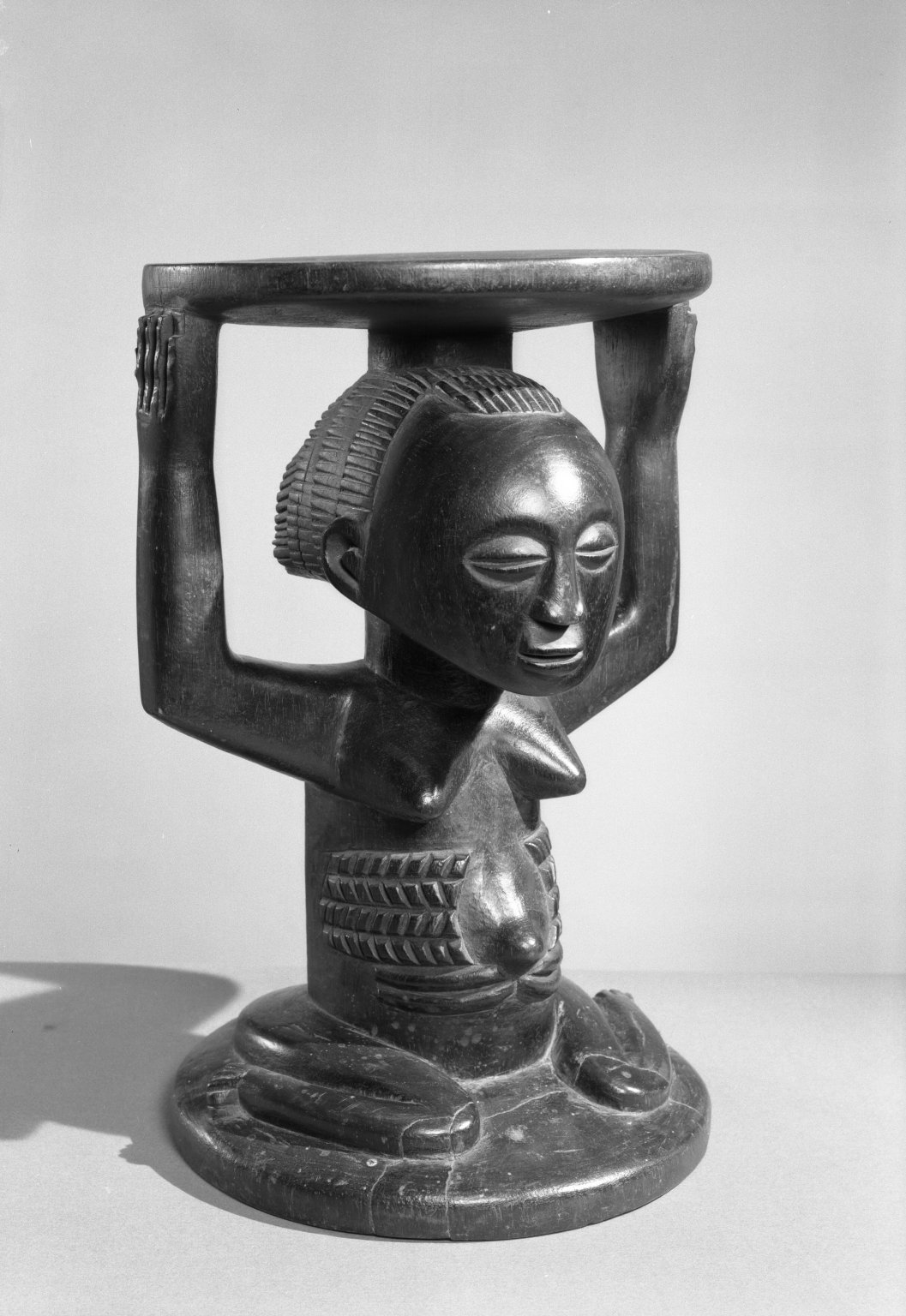
Scaun cariatid Luba, din colecția Muzeului Brooklyn

În timp ce multe obiecte de artă Luba par a fi funcționale, scopurile lor utilitare au fost înlocuite sau completate de scopuri simbolice. Scaunele sculptate în forme de cariatide servesc mai degrabă simbolic ca locuri de putere și locuri de comemorare pentru regii și șefii decedați, mai degrabă decât ca locuri de așezare. Prin urmare, ele sunt locuri metaforice, nu literale, ale regalității. Designul scaunelor Luba poate fi fie abstract, fie figurativ. Cele care încorporează cariatide feminine dau expresie concepției Luba despre corpul feminin ca un receptacul spiritual care susține regalitatea divină. Rafinamentul estetic al corpului feminin prin ornamentarea elaborată a pielii servește drept metaforă pentru civilizația și rafinamentul pe care conducătorii Luba le răspândesc în societate.
Ca și lukasas, scaunele și bastoanele Luba sunt „dispozitive de cartografiere mnemotehnică”. Ele reflectă și simulează „memoria locului” deoarece se referă la locuri sacre și îndeamnă la povestirea istoriilor politice prin formele lor.  Scaunele cariatide Luba au întruchipat conducători importanți ai trecutului. Când un rege Luba murea, reședința sa regală (sau kitenta ) a devenit locul în care spiritul său a fost încarnat de un medium feminin numit Mwadi. Această femeie era posedată de spiritul regelui și îi moștenea însemnele, demnitarii și soțiile. Regele care i-a urmat și-a stabilit o nouă reședință și, pe tot parcursul domniei sale a oferit tribut mwadi -ului predecesorului său. Un scaun cariatidă este așadar o manifestare concretă a acestui „scaun” metafizic.
Un astfel de creator Luba de scaune cariatide este sculptorul din secolul al XIX-lea Ngongo ya Chintu⁠(d).

## Suport de arc

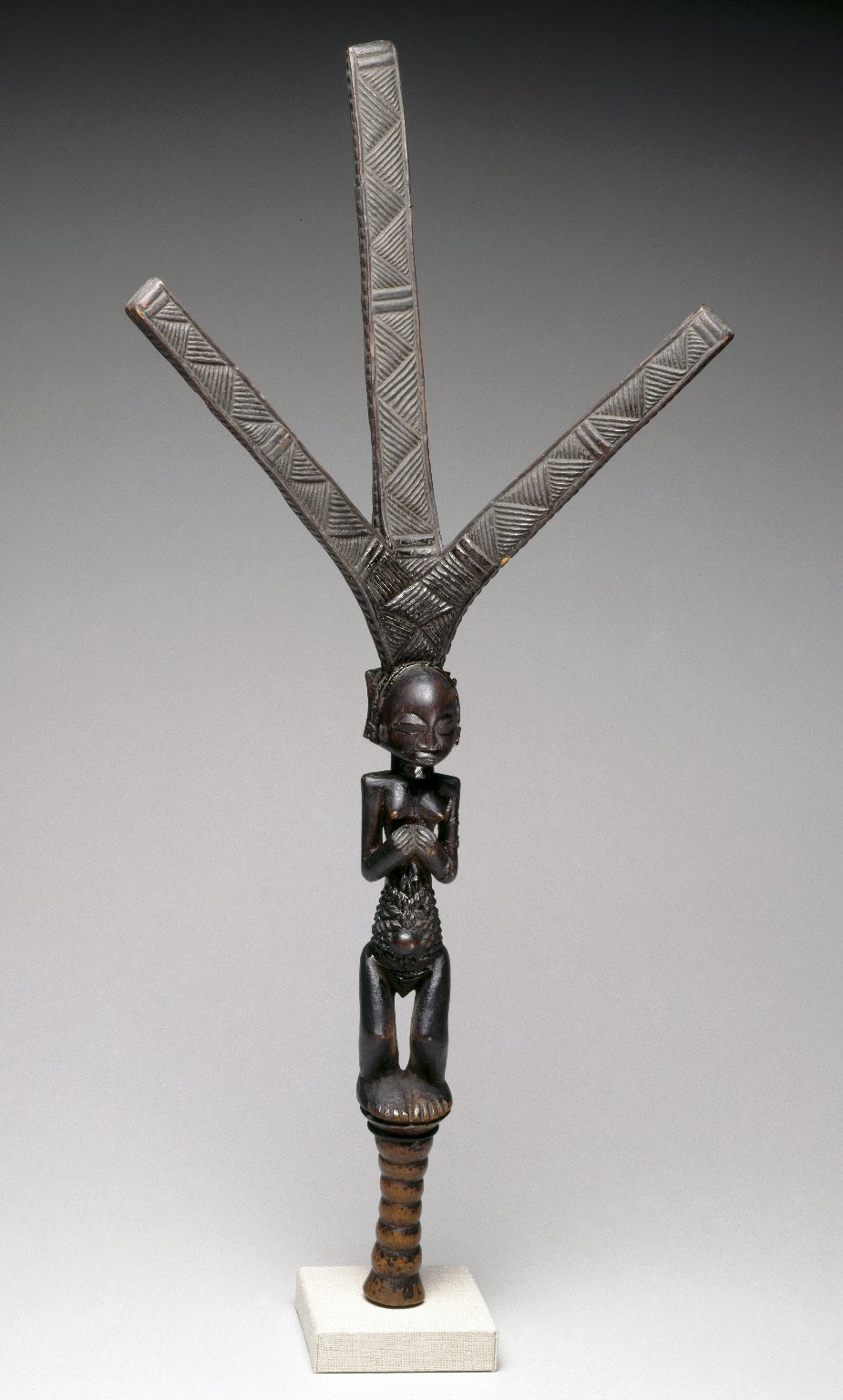
Suport de arc, din colecția Muzeului Brooklyn

Suporturile de arc din lemn sau din fier au început poate ca obiecte practice, dar sunt, de asemenea, reminiscențe puternice ale lui Mbidi Kiluwe, eroul culturii, care era un vânător și fierar priceput. Ca și alte obiecte de decor Luba, suporturile de arc erau folosite în ritualuri secrete și rareori erau expuse în public. Ele erau păzite într-o clădire specială de către demnitari de sex feminin care le ofereau rugăciuni și sacrificii. Altfel, erau ținute lângă patul conducătorului pentru a-i informa visele și a-l proteja de adversarii mistici și umani. Suporturile de arc de fier fac trimiteri antropomorfe prin torsurile în formă de clepsidră care amintesc de plăcile de memorie Lukasa. Suporturile de arc din lemn sunt adesea împodobite cu figuri feminine întregi care fac referire la fondatoarele neamurilor regale sau la Bevidye. În cele din urmă, arborele metalic al suporturilor de arc transmite puterea regelui, iar atunci când sunt plantate în pământ, mărturisesc originile și puterea lui.